# Cognos
是一家商业智能（业务智能）公司。1969年成立，总部设于加拿大安大略省渥太华，在美国、英国、澳大利亚等国家和地区设有分部。面向来自135个国家或地区的2万3千余客户。主要向企业提供商业智能和绩效计划软件。2007年11月， 公司宣布以50亿美元收购 ，成为  创建以来金额最高的收购交易。 于2008年第一季度完成收购。公司名称源自拉丁语，其意为“出自自我经验的知识”。